# Obi Ndefo
Obi Ndefo (29 de outubro de 1972 – 31 de agosto de 2024) foi um ator norte-americano de origem nigeriana, conhecido por interpretar Bodie Wells no seriado adolescente Dawson's Creek.
Graduou-se na escola de drama da Universidade Yale e também apareceu nos seriados Angel, The West Wing, Stargate SG-1, 3rd Rock from the Sun, Crossing Jordan, Star Trek: Deep Space Nine e Star Trek: Voyager.
Perdeu ambas as pernas num atropelamento em Los Angeles em 2019. Morreu aos 51 anos em 31 de agosto de 2024.

## Filmografia
| Ano       | Título                              | Personagem       | Notas                                                 |
| --------- | ----------------------------------- | ---------------- | ----------------------------------------------------- |
| 1995      | Star Trek: Deep Space Nine          | Drex             | Episodio “Way of the Warrior”                         |
| 1995      | The Wayans Bros.                    | Delroy Jones     | Episodio “Think Fast”                                 |
| 1996      | The Jamie Foxx Show                 | Adrian           | Episodio “Burned Twice by the Same Flame”             |
| 1998–2002 | Dawson’s Creek                      | Bodie Wells      | 10 episodios                                          |
| 1998      | 3rd Rock from the Sun               | Eric             | Episodio “What’s Love Got to Do, Got to Do with Dick” |
| 1999      | Angel                               | Bartender        | Episodio “Lonely Heart”                               |
| 2000–2005 | Stargate SG-1                       | Rak’nor          | 6 episodios                                           |
| 2000      | Star Trek: Voyager                  | Protetor         | Episodio “Blink of an Eye”                            |
| 2001      | Columbo: Murder with Too Many Notes | Nathaniel Murphy | TV                                                    |
| 2001      | The District                        | Mason Avery      | 2 episodios                                           |
| 2001      | H.M.O.                              |                  | Television pilot                                      |
| 2002      | Role of a Lifetime                  | Ritchie          | Film, Credited as Obi N’Defo                          |
| 2002      | Crossing Jordan                     | Joe Wheeler      | Episodio “As If by Fate”                              |
| 2002      | NYPD Blue                           | Carpenter        | Episodio “Off the Wall”                               |
| 2003      | Filet of 4                          |                  | Short film                                            |
| 2003      | Half & Half                         | Marcus           | Episodio “The Big Foot in My Mouth Episodio”          |
| 2003      | The West Wing                       | Donald           | Episodio “Separation of Powers”                       |
| 2013      | Vampires in Venice                  | Pepper           | Filme                                                 |
| 2017      | Beauty and the Baller               | Sergio           | 2 episodios                                           |
| 2021      | NCIS: Los Angeles                   | Joyner           | Episodio “Fukushu”                                    |